# Чех, Франтишек
Франтишек Чех (чеш. František Čech; 8 марта 1923, Пацов, Богемия, Первая Чехословацкая Республика — 6 октября 1999, Прага, Чехия) — чешский флейтист.  Заслуженный деятель искусств ЧССР (1983)
Окончил Академию музыкального искусства в Праге (1952) у Йозефа Бока. С 1943 г. играл в Чешском филармоническом оркестре, сперва на флейте-пикколо, с 1953 г. партию первой флейты. В 1953 г. удостоен первой премии Международного музыкального фестиваля «Пражская весна».
Как солист выступал в репертуаре широкого диапазона, от Баха и его современников до произведений Дариуса Мийо, Альбера Русселя, Жака Ибера. Сотрудничал с чешским ансамблем барочной музыки Ars rediviva, осуществил с ним ряд совместных записей. Запись квартета Антонина Рейхи для четырёх флейт, осуществлённая Чехом вместе с тремя учениками, была удостоена престижной французской Премии Академии Шарля Кро (1961).
С 1950 г. преподавал в Пражской консерватории. Среди его учеников — Иржи Валек, Зденек Брудерханс, Ян Гецль.